# Myriniaceae
Myriniaceae là một họ rêu trong bộ Hypnales.